# Dieta Kwaśniewskiego
Dieta Kwaśniewskiego (nazywana przez zwolenników niepoprawnie dietą optymalną) – dieta niskowęglowodanowa podobna do diety ketogenicznej, propagowana od lat 60. XX w. przez polskiego lekarza Jana Kwaśniewskiego. Polega na zwiększeniu spożycia tłuszczu w diecie oraz na ograniczeniu białka i znacznej redukcji węglowodanów. Ta dieta jest stosowana dorywczo w celu leczenia skrajnej otyłości.

## Specyfika diety Kwaśniewskiego
Dieta zaproponowana przez Jana Kwaśniewskiego jako dieta odchudzająca zakłada ograniczenie spożywania węglowodanów do około 15% masy w spożywanym pokarmie oraz białek do 20–30% masy. Zalecane proporcje masowe „białko: tłuszcz: węglowodany” zaproponowane przez Kwaśniewskiego w zależności od publikacji książkowych wynoszą: 1,0 : 3,0–3,5 : 0,8 (wersja najnowsza, która zakłada możliwość okresowego zwiększenia udziału białka). W wersjach wcześniejszych podawane proporcje to 1,0 : 2,2 : 0,5 lub 1,0 : 2,0 : 0,5 lub 1,0 : 2,0–2,5 : 0,5.
Zalecane jest spożywanie tłustych produktów zwierzęcych, takich jak żółtka jaj, podroby, tłuste mięsa, sery, masło, śmietana. Uzupełnieniem tych produktów powinny być niskocukrowe warzywa, przykładowo pomidory, ogórki i warzywa kapustne. Kwaśniewski odradza spożywanie owoców, z wyjątkiem niewielkich ilości owoców jagodowych, takich jak agrest, czarne porzeczki, jagody i żurawina. Kwaśniewski odradza również spożywania cukru i słodyczy, miodu, mleka, białek jaj, ryb, drobiu, przetworów owocowych (dżemów, kompotów), ryżu, kasz, pieczywa, ciast, klusek i potraw mącznych, ziemniaków i skrobi ziemniaczanej, grochu i fasoli.
Dieta zaproponowana została jako dieta odchudzająca. Według metaanalizy opublikowanych w latach 2002–2005 wyników badań (randomizowane próby kliniczne) stosowanie diet niskowęglowodanowych w okresie od dwóch tygodni do 1 roku powoduje spadek masy ciała u osób z nadwagą lub otyłością oraz brak lub niewielki wpływ na masę ciała osób o normalnej masie ciała.

## Kontrowersje
Kwaśniewski początkowo opisywał również rzekomy wpływ diety na poprawę nastroju, jednak zarówno opisane przypadki osób stosujących dietę, jak i badania wykazały mechanizm odwrotny. Kwaśniewski w swoich późniejszych publikacjach stwierdził, że jest to wynik błędów w stosowaniu jego diety.
Początkowo Kwaśniewski nie opisywał innych zalet niż spadek wagi i poprawa nastroju, jednak w książkowych wydaniach z 1997-2000 i 2001 znajduje się rozdział „Księga cudów” opisujący rzekome przypadki uzdrowień ludzi stosujących dietę. Brak jest innej dokumentacji tych przypadków. Z medycznego punktu widzenia opartego na dużych amerykańskich programach badawczych, stosowanie diety odchudzającej o zwiększonym udziale tłuszczów, kosztem białek i węglowodanów, powoduje znaczny wzrost ryzyka cukrzycy typu 2, miażdżycy i hipercholesterolemii (poprzez podwyższenie poziomu frakcji LDL cholesterolu i trójglicerydów w surowicy krwi). Istnieją polskie badania, w których potwierdzone zostały niektóre wyniki, u osób stosujących dietę rekomendowaną przez Kwaśniewskiego. Zdaniem Kwaśniewskiego przytoczone badania są nieobiektywne, ponieważ traktują o popularnej w USA metodzie żywienia typu „fast food”, w której występuje szkodliwe dla zdrowia połączenie węglowodanów i tłuszczów przetworzonych.
Istnieją badania nad dietami ketonowymi (nazwa od ciał ketonowych), w tym jedno z 2007 roku dotyczące wpływu tych diet na częstość objawów epilepsji u dzieci, jednak badania te nie mogą być odnoszone do diety Kwaśniewskiego ze względu na większy udział białka w badanych dietach ketonowych.
Komitet Terapii Wydziału VI Nauk Medycznych Polskiej Akademii Nauk, bazując na istniejących metanalizach prac naukowych, uznał dietę Kwaśniewskiego w 1999 roku za szkodliwą dla zdrowia, uzasadniając: „Wszystkie dotychczasowe duże programy badawcze wykazały, że ograniczenie w diecie tłuszczów zwierzęcych, mięsa wieprzowego, a zwiększenie podaży jarzyn i owoców oraz zmniejszenie kaloryczności diety – zmniejsza stężenie cholesterolu we krwi, ogranicza zapadalność na chorobę niedokrwienną, zawał serca, udar mózgu oraz przedłuża życie współczesnego człowieka(...)”.
Według Jana Kwaśniewskiego, który opublikował odpowiedź w swoim własnym wydawnictwie, stanowisko Komitetu Terapii oparte jest na fałszywych przesłankach i nie jest poparte żadnymi badaniami statystycznymi efektów tej diety.

## Inne diety niskowęglowodanowe
W Stanach Zjednoczonych znana jest – mylona często z dietą Kwaśniewskiego – dieta Atkinsa, której założenia zostały opublikowane 7 lat przed pierwszą publikacją Jana Kwaśniewskiego, zwana także dietą niskowęglowodanową. Obie diety (Atkinsa i Kwaśniewskiego) promują podobną metodykę odchudzania, bogatą w tłuszcze, a ubogą w węglowodany, jednak różnią się znacznie ilością zalecanego w diecie białka.

## Popularyzacja diety
W Jaworznie od 1998 r. działa Ogólnopolskie Stowarzyszenie Optymalnych im. Adama Jany, pierwotnie pod nazwą Ogólnopolskie Stowarzyszenie Bractw Optymalnych im. ks. prof. Włodzimierza Sedlaka, mające w statucie m.in. popularyzację tej diety. Dla osób praktykujących dietę na rynku czasopism istnieje miesięcznik „Optymalni” wydawany przez powyższe stowarzyszenie.